# ديفيد وليامز (لاعب كرة قدم بريطاني)
ديفيد وليامز (بالإنجليزية: David Williams)‏ هو لاعب كرة قدم بريطاني في مركز نصف الجناح، ولد في 7 أكتوبر 1931 في شفيلد في المملكة المتحدة. لعب مع غريمسبي تاون.